# سند دين
سند الدين أو آي أو يو (IOU) المختصرة من عبارة أنا مدين لك (بالإنجليزية: I owe you)،  عادة ما تكون وثيقة غير رسمية تعترف بالديون. تختلف سندات الدين عن سند الدفع من حيث أن سندات الدين ليست صكًا قابلاً للتداول ولا تحدد شروط السداد مثل وقت السداد. عادة ما تحدد سندات الدين المدين، والمبلغ المستحق، وأحيانا الدائن. قد يتم توقيع سندات الدين أو تحمل علامات أو تصميمات مميزة لضمان صحتها. في بعض الحالات، قد تكون سندات الدين قابلة للاسترداد مقابل منتج أو خدمة معينة بدلاً من كمية من العملة، مما يشكل شكلاً من أشكال السندات. 